# Pieter Aernoudt
Pieter Jozef Aernoudt (Moere, 17 mei 1811 – Cincinnati (Ohio), 29 juli 1865) was een van oorsprong Belgisch jezuïet die wordt gerekend onder de grote ascetische schrijvers van de negentiende eeuw.

## Levensloop
Pieter Aernoudt was een van de zeven kinderen van Karel Aernoudt (Ichtegem, 1773) en Coleta Vandevelde (Koekelare, 1792).
Hij kreeg zijn eerste onderricht van een weduwe in Koekelare. In 1830 kreeg hij onderricht in het Latijn van de pastoor van Bovekerke. Hij ging daarna de humaniora volgen bij de minderbroeders in Tielt en in een school in Turnhout. 
Hij trad in bij de jezuïeten en vertrok in 1835 naar de Verenigde Staten waar hij een van de grondleggers van de Amerikaanse jezuïetengemeenschap werd. Na zijn opleiding en priesterwijding, werd hij leraar in jezuïetencolleges in de staat Missouri en bekwaamde zich tevens in het Grieks. Een zware ziekte deed hem de belofte doen dat, als hij genas, hij zich zou inzetten voor het bevorderen van de devotie tot het Heilig Hart van Jezus. Dit bracht hem ertoe De Imitatione Sacri Cordis Jesu te schrijven, naar het model van de Navolging van Christus van Thomas a Kempis. In 1846 stuurde hij het manuscript naar zijn oversten in Rome om goedkeuring te krijgen. Door een ongelukkig toeval bleef het manuscript gedurende meer dan tien jaar zoek. 
Na eindelijk het imprimatur van de jezuïetengeneraal Jan Roothaan te hebben bekomen, verscheen het werk voor het eerst in 1863 bij de gebroeders Benzinger uit het Zwitserse Einsiedeln, die onder dezelfde naam in Cincinnati een Amerikaanse katholieke uitgeverij leidden. Het boek verscheen bij het moederhuis in Zwitserland onder de auteursnaam Arnoldo en werd weldra in vele talen vertaald en over de hele wereld verspreid. Het werd door zijn confrater Fastre vertaald in het Engels en in 1865 in Cincinnati gepubliceerd. Daarna volgden vertalingen in het Frans, Duits, Spaans, Portugees, Italiaans en Hongaars. De Franse vertaling, uitgegeven in Besançon, kende achttien edities tussen de jaren 1864 tot 1887. De eerste vertaling in het Nederlands verscheen in 1869. Van de Nederlandse editie waren er tussen 1869 en 1924 24 heruitgaven. Het duurde een tijd vooraleer men ontdekte dat de auteur van deze religieuze bestseller iemand was met West-Vlaamse roots.

## Werken

### Handschriften
- Een Grieks episch gedicht van ongeveer 1.200 verzen.
- Griekse odes.
- Griekse grammatica.
- De glorie van Jezus, ascetisch werk.
- De vreugde van het Heilig Hart van Jezus, ascetisch werk.
- De verblijfplaats van het Heilig hart, een verzameling van overdenkingen tijdens spirituele retraites.

### Publicaties
- De Imitatione Sacri Cordis Jesu, Einsiedeln, 1863.
- De Navolging van het Heilig Hart, 1869.